# Sniper (grupo)
Os Sniper são uma banda de rap francesa. Eles são filhos de imigrantes argelinos que moram na periferia de Paris:
- El Tunisiano (Bachir Baccour) e Aketo (Ryad Selmi), moram a Deuil-la-Barre.
- Black Renega (Karl Appela), de Montfermeil.
- DJ Boudj, de Saint-Denis.

A banda formou-se no 1997 com o nome de "Personnalité Suspecte", mas o nome foi mudado pouco depois. Realizaram o primeiro álbum, Du rire aux larmes, no  2001, seguido da Gravé dans la roche, realizado em 2003. Em 2006 os Sniper publicaram o terceiro disco Trait pour trait.
A maior parte das canções tem carácter político, como a ocupação de Israel e da Palestina e a justiça no sistema político francês; por causa do uso destas temáticas, o ex-ministro francês (agora Presidente da França) Nicolas Sarkozy criticou a banda em novembro de 2003 porque considerar as suas canções violentas e raciais. Como resposta os Sniper compuseram "La France (Itinéraire D'une Polémique)", com rimas muito polémicas contra o governo francês.

## Discografia
- 2001 Du Rire Aux Larmes
- 2003 Gravé Dans La Roche
- 2006 Trait Pour Trait
- 2010 C'est pas fini